# Руска Америка
Руска Америка (рус. Русская Америка) је била део Руске империје на северу Америчког континента између 1733. и 1867. године. Простирала се углавном на подручју данашње Аљаске, али је привремено укључивала и друга подручја, све до данашње Калифорније на југу. Ово подручје је формално прикључено Русији 1799. године, указом руског цара. Управни центар Руске Америке је био град Новоархангелск (данашње насеље Ситка на Аљасци). Између 1812. и 1841. године, Руси су контролисали утврђење Форт Рос у Калифорнији, а између 1814. и 1817. утврђење Форт Елизабет на Хавајима. Број Руса који су се доселили у ову колонију није био велик и на свом врхунцу је износио око 700. Током овог периода, Руска православна црква је започела мисионарски рад на ширењу хришћанства међу домороцима. Данас на Аљасци има око 90 руских православних парохија са око 20.000 верника, припадника домородачког становништва. Русија је 1867. године продала своје поседе у Америци САД за тадашњих 7,2 милиона долара (данашња вредност те суме је 121 милион долара). Данас се на овом простору налази држава Аљаска, која је део Сједињених Америчких Држава.
Томо Скалица, први познати Србин који је опловио свет, у својим путописима (средином 19. века) овај крај зове руска Америка.  